# Nabil Bouchlal
Nabil Bouchlal (Tilburg, 2 augustus 1974) is een Nederlands voormalig profvoetballer. Na het doorlopen van de jeugdopleiding van Willem II.. Na een periode in het eerste team en twee seizoenen bij Helmond Sport, ging de aanvaller terug naar de amateurs.

## Sportieve loopbaan
Bouchlal begon met voetballen bij de Tilburgse amateurclub SVG en werd in 1985 opgenomen in de jeugdopleiding van Willem II. Hij maakte bij Willem II uiteindelijk 4 seizoenen deel uit van het eerste selectie. Na elf jaar in Tilburg had Bouchlal een tweejarig dienstverband bij Helmond Sport. Hij werd er aangetrokken met budget verkregen dankzij Sport 7, maar moest vertrekken toen dat failliet ging. Bouchlal drukte te zwaar op de begroting.
Daardoor keerde hij in 1996 terug naar de amateurs. Bouchlal speelde er achtereenvolgens bij Unitas Gorinchem, Kozakken Boys en sinds seizoen 2004/05 Achilles Veen.

## Overzicht clubs
| Seizoen  | Club          | Competitie     | Wedstrijden | Doelpunten |
| -------- | ------------- | -------------- | ----------- | ---------- |
| 1992-'96 | Willem II     | Eredivisie     | 53          | 3          |
| 1996-'98 | Helmond Sport | Eerste divisie | 39          | 2          |